# Spinocera rugosa
Spinocera rugosa är en ringmaskart som beskrevs av Singh och Dar Shukla 1981. Spinocera rugosa ingår i släktet Spinocera, klassen havsborstmaskar, fylumet ringmaskar och riket djur. Inga underarter finns listade i Catalogue of Life.